# Rio Preto da Eva
Rio Preto da Eva, amtlich Município de Rio Preto da Eva, ist eine brasilianische Gemeinde im Bundesstaat Amazonas. Sie ist Teil der Metropolregion Manaus. Die Stadt liegt am gleichnamigen Fluss, der in den Amazonas mündet. Der Name bedeutet Eva's schwarzer Fluss. Im Jahr 2021 lebten schätzungsweise 34.856 Menschen in Rio Preto da Eva, die Rio-Pretenser (rio-pretenses) genannt werden und auf einem Gemeindegebiet von rund 5815,6 km² leben. 

## Geographie

### Lage
Die Stadt liegt rund 58 Kilometer Luftlinie und rund 78 Kilometer über die Staatsstraße AM-010 von Manaus, der Hauptstadt des Bundesstaates, entfernt.
Umliegende Gemeinden sind Presidente Figueiredo im Norden, Manaus im Süden und Westen, Itacoatiara und Itapiranga im Osten und Nordosten.
Das Biom ist der Amazonas-Regenwald (Amazônia). Die Gemeinde hält rund 96 % an der Versuchsfläche „Área de Relevante Interesse Ecológico Projeto Dinâmica Biológica de Fragmentos Florestais“ des Biological Dynamics of Forest Fragments Project.

### Klima
In der Stadt herrscht Tropisches Regenwaldklima (Monsun), nach der Effektive Klimaklassifikation von Köppen und Geiger Af. Die Jahresdurchschnittstemperatur liegt bei 27,3 °C. Jährlich fallen etwa 2302 mm Niederschlag. In den meisten Monaten des Jahres gibt es starke Niederschläge. Die Trockenzeit ist kurz.
|                       | Jan  | Feb  | Mär  | Apr  | Mai  | Jun  | Jul  | Aug  | Sep  | Okt  | Nov  | Dez  |   |      |
| Mittl. Tagesmax. (°C) | 30,7 | 30,7 | 30,7 | 30,9 | 31,0 | 31,3 | 32,2 | 32,7 | 32,9 | 32,7 | 31,7 | 31,7 | ⌀ | 31,6 |
| Mittl. Tagesmin. (°C) | 23,1 | 23,1 | 23,2 | 23,3 | 23,0 | 22,6 | 22,7 | 23,1 | 23,5 | 23,5 | 23,3 | 23,1 | ⌀ | 23,1 |
|                       |      |      |      |      |      |      |      |      |      |      |      |      |   |      |
| Niederschlag (mm)     | 250  | 240  | 285  | 284  | 250  | 140  | 115  | 100  | 115  | 160  | 163  | 210  | Σ | 2312 |

| 23,1 |

| 23,1 |

| 23,2 |

| 23,3 |

| 23,0 |

| 22,6 |

| 22,7 |

| 23,1 |

| 23,5 |

| 23,5 |

| 23,3 |

| 23,1 |

| 23,1 |

| 23,1 |

| 23,2 |

| 23,3 |

| 23,0 |

| 22,6 |

| 22,7 |

| 23,1 |

| 23,5 |

| 23,5 |

| 23,3 |

| 23,1 |

| N i e d e r s c h l a g | 250 | 240 | 285 | 284 | 250 | 140 | 115 | 100 | 115 | 160 | 163 | 210 |
|                         | Jan | Feb | Mär | Apr | Mai | Jun | Jul | Aug | Sep | Okt | Nov | Dez |

## Bevölkerungsentwicklung
| Jahr | Einwohner | Stadt  | Land   |
| --- | --------- | ------ | ------ |
| 1991 | 6.519     | 2.343  | 4.176  |
| 2000 | 17.582    | 6.232  | 11.350 |
| 2010 | 25.719    | 12.205 | 13.514 |
| 2021 | 34.856    | ?      | ?      |
| Hier fehlt eine Grafik, die leider im Moment aus technischen Gründen nicht angezeigt werden kann. Wir arbeiten daran! |           |        |        |

Quelle:

## Ethnische Zusammensetzung
| Gruppe      | Anteil 2000      | Anteil 2010        | Anmerkung                        |
| ----------- | ---------------- | ------------------ | -------------------------------- |
| Pardos      | 12.197 (69,37 %) | ▲ 15.935 (61,96 %) | Mischrassige, Mulatten, Mestizen |
| Pretos      | 598 (3,40 %)     | ▲ 2.853 (11,09 %)  | Schwarze                         |
| Brancos     | 4.211 (23,95 %)  | ▲ 6.127 (23,82 %)  | Weiße, Nachfahren von Europäern  |
| Amarelos    | 18 (0,10 %)      | ▲ 377 (1,47 %)     | Asiaten                          |
| Indígenas   | 123 (0,70 %)     | ▲ 427 (1,66 %)     | indigene Bevölkerung             |
| ohne Angabe | 435              | –                  |                                  |

Quelle: SIDRA-Datenbankabfrage

## Verkehr
Die Landesstraße AM-010 führt durch den Ort und verbindet ihn mit Manaus, den westlichen Teil des Gemeindegebietes verbindet die BR-174 mit der Hauptstadt.

### Flugzeugunfall 1962
Am 14. Dezember 1962 ereignete sich bei der Landwirtschaftskolonie Paraná da Eva auf dem Gemeindegebiet ein Flugzeugunfall, bei dem 50 Menschen ums Leben kamen.

## Wirtschaft
Die Gegend um Rio Preto da Eva ist reich an Kaolin. Es wird Landwirtschaft, Viehzucht (Schweine), Fischfang und Geflügelzucht betrieben, teils leben die Bewohner vom Extraktivismus. Die Agrarunternehmen sind tätig in den Bereichen Obstverarbeitung, Süßigkeiten, Futtermittelverarbeitung und Trockenfutter, Tapiokamehl,  Gewürzen, Matratzen, Möbelverarbeitung und Holzindustrie, Buritiöl und einem Schweineschlachthaus. Seit etwa 2019 ist in Ausweitung der Wirtschaft von Manaus ein agroindustrieller Industriepark geplant, der Distrito Agroindustrial de Rio Preto da Eva (DARPE).

## Wirtschafts- und Sozialdaten
Das Durchschnittseinkommen lag 2018 bei dem Faktor 1,9 des Minimallohnes von Real R$ 880,00 (Umrechnung August 2020: rund 238 €), das Bruttosozialprodukt pro Kopf 2017 bei rund 11.994 R$ und der Index der menschlichen Entwicklung (HDI) lag 2010 bei dem mittleren Wert 0,611.

## Ansichten aus dem Munizip

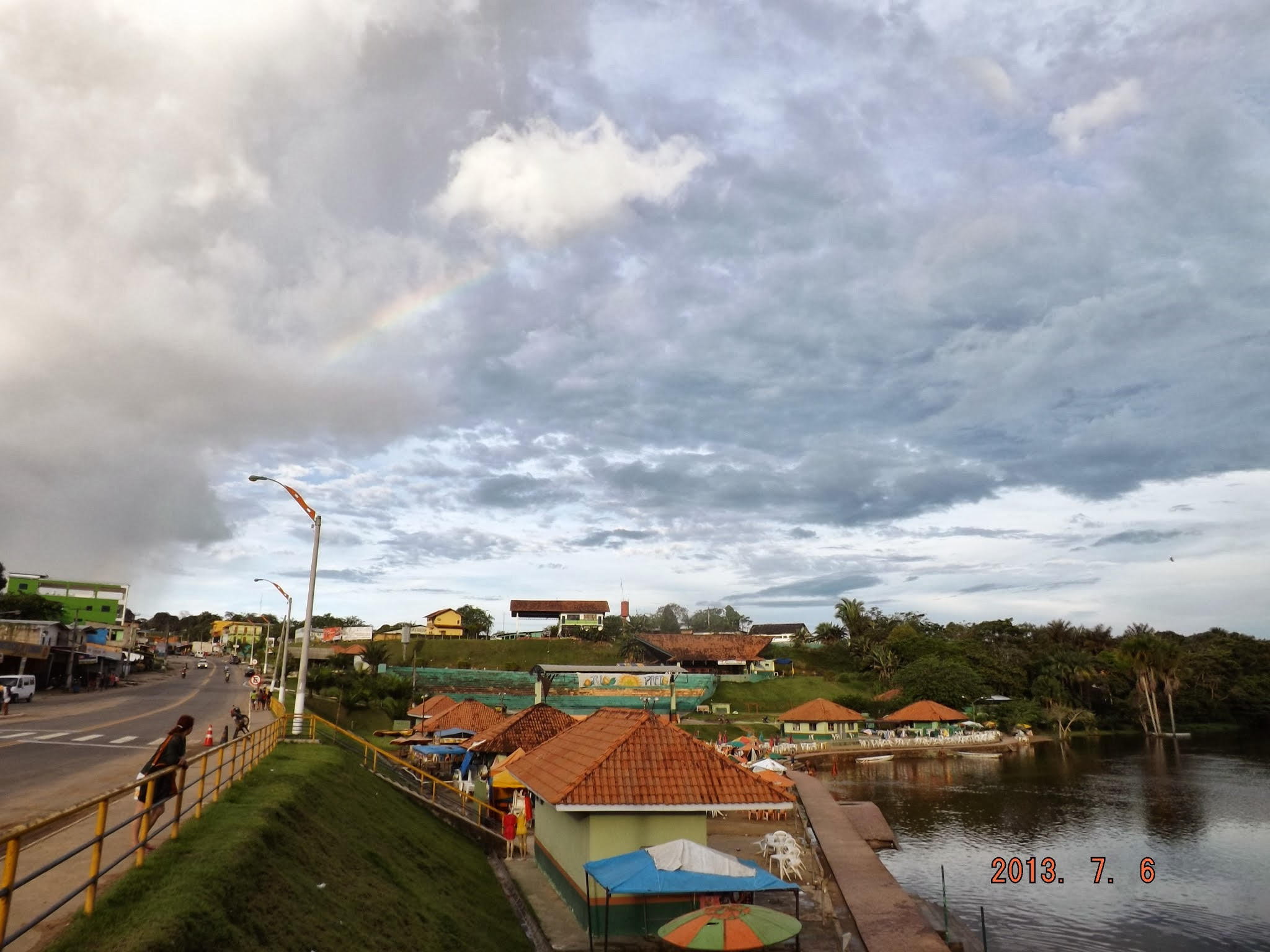
links: Brücke über den Rio Preto da Eva, rechts: Freiluftbadestrand
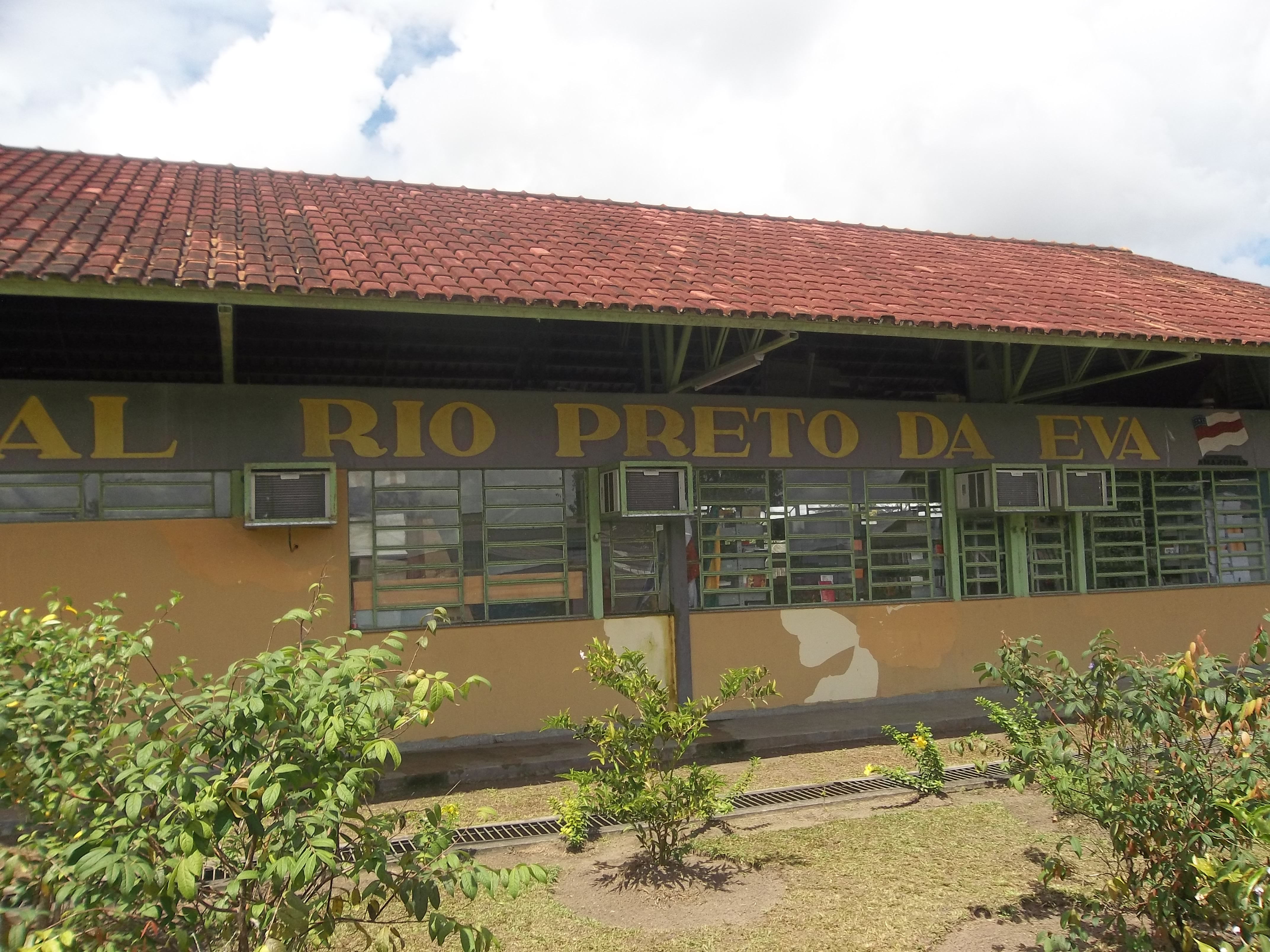
Schule in Rio Preto da Eva
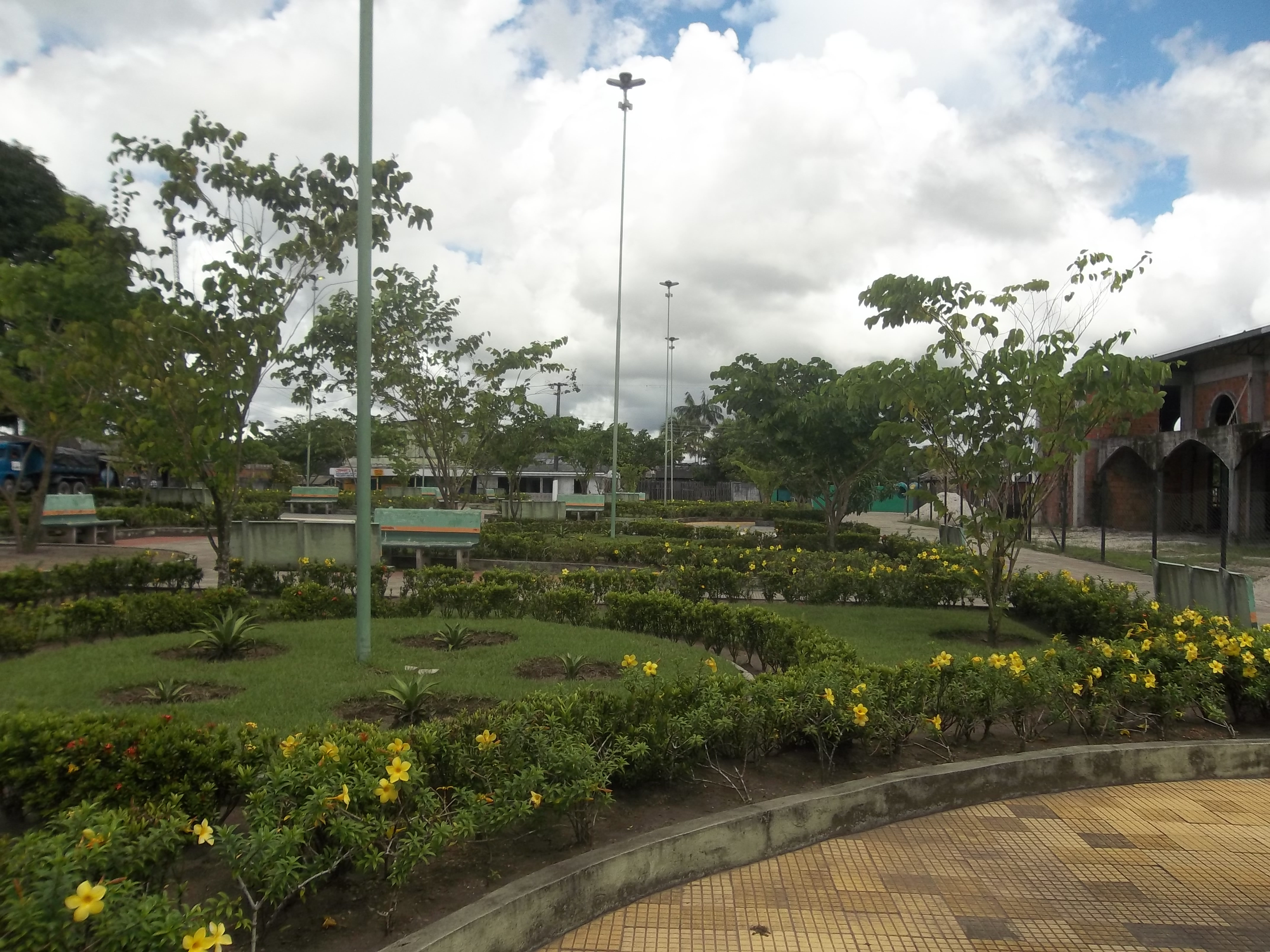
Park